# Stora Blåsjön

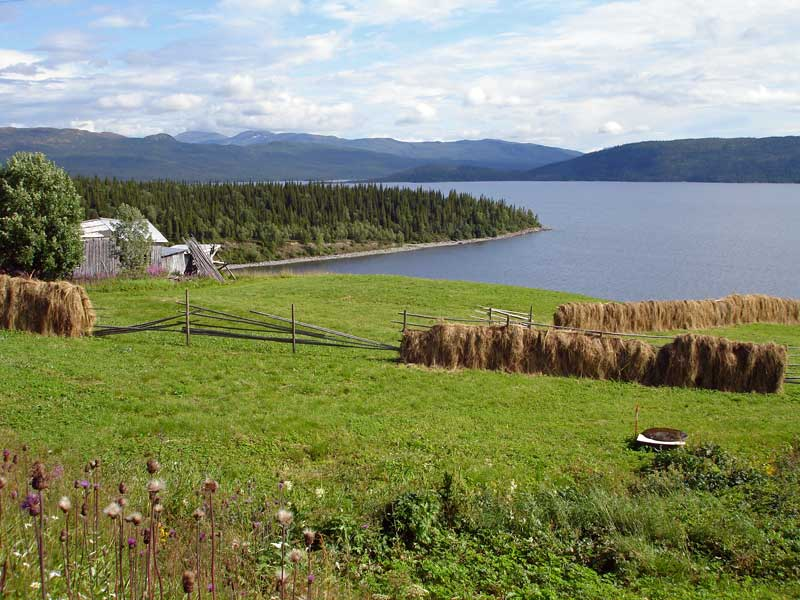
Utsikt från Stora Blåsjön mot söder över Stor-Blåsjön.

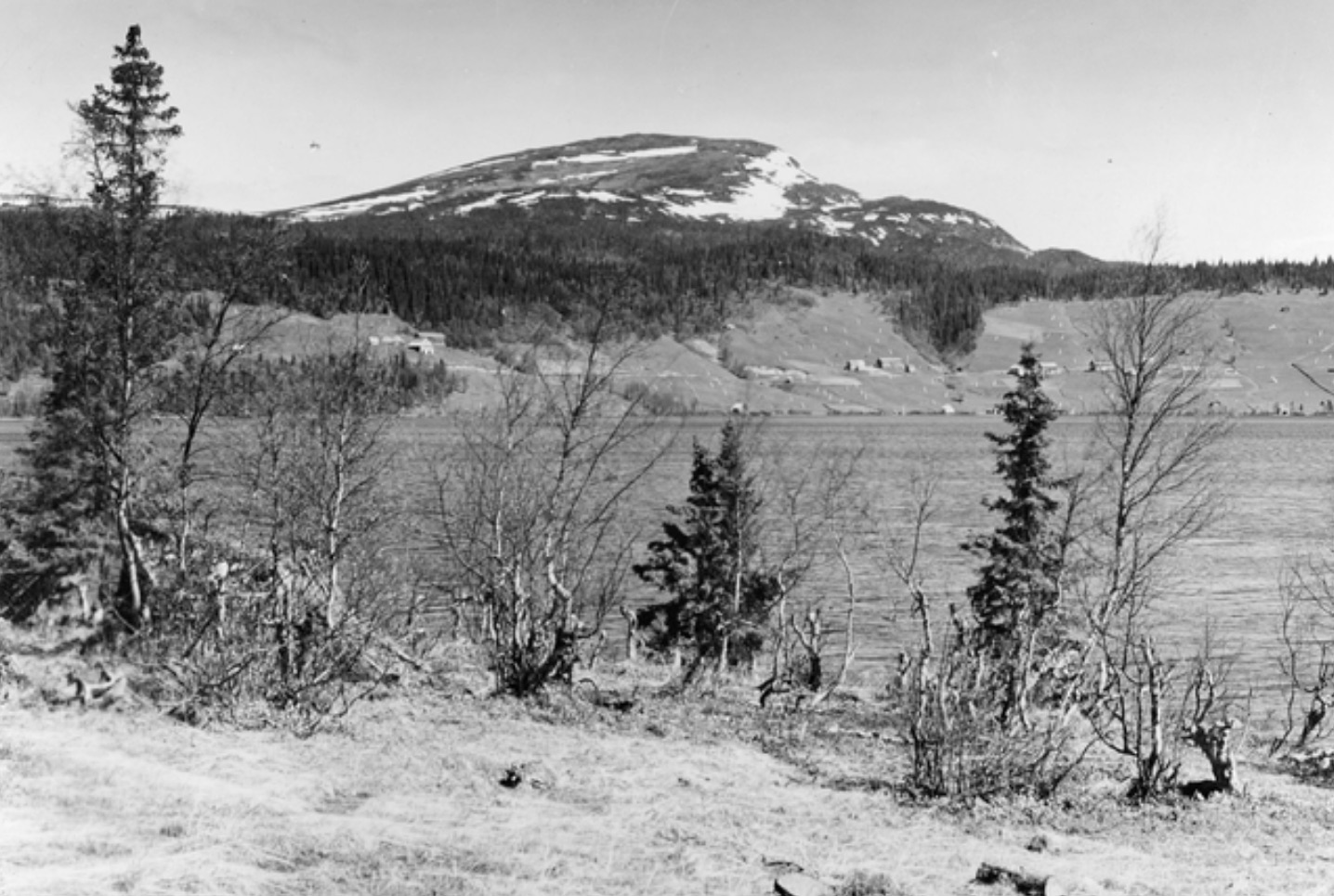
Stora Blåsjön med Mesklumpen mot norr omkring år 1935.

Stora Blåsjön (sydsamiska: Plaavere) är en by i Frostvikens socken i Strömsunds kommun i norra Jämtland, vid foten av fjället Mesklumpen,  ungefär 28 mil norr om Östersund och 6 km från den svensk-norska gränsen vid norra stranden av Stor-Blåsjön.

## Historia
År 1799 grundlades byn av en dräng från Norge och en nybyggarson från Jormvattnet, och under 1950-talet var byn som störst med omkring 200 invånare.
Stora Blåsjön blev rikskänd år 1971 då ett tjugotal arbetare hungerstrejkade i protest mot den uteblivna gruvbrytningen i Stekenjokk.

## Samhället
Byn har ett hotell, en livsmedelsaffär, bensinmack, vildmarkskiosk, restaurang, frisering, loppis, stuguthyrning, skidbacke med lift, skoteruthyrning, taxiföretag samt ett litet skolmuseum.

## Sevärdheter
Stora Blåsjön är känd för bland annat  Brakkåfallet och Sveriges längsta grotta, Korallgrottan.
Under sportlovsveckorna, påsken och hela sommaren mer än fördubblas befolkningen i byn, då sommargäster anländer till sina stugor. Runt Stora Blåsjön sträcker sig vildmarken, där det går att ströva i fjällterräng eller följa rösade leder. Det finns även möjlighet till jakt och fiske.